# Курейна
Курейна (рос. Курейная) — присілок в Ленському районі Архангельської області Російської Федерації.
Населення становить 31 особу. Входить до складу муніципального утворення Сафроновське поселення.

## Історія
Від 2004 року входить до складу муніципального утворення Сафроновське поселення.

## Населення
| 2002 | 2010 | 2012 |
| ---- | ---- | ---- |
| 23   | ↗25  | ↗31  |